# Maksim Galkin
Maksim Aleksandrovici Galkin (în rusă Максим Александрович Галкин; n. 18 iunie 1976, regiunea Moscova) este un umorist, parodist, prezentator TV, actor și cântăreț rus. A devenit cunoscut în prima jumătate a anilor 2000 în calitate de parodist și umorist, dar și ca prezentator al emisiunii „Cine vrea să fie milionar?” de la Pervîi Kanal, pe care a condus-o din 2001 până în 2008. În prezent este căsătorit cu „primadonna Rusiei” Alla Pugaciova, mariajul fiind înregistrat oficial pe 23 decembrie 2011.

## Viață timpurie

### Familie
S-a născut la 18 iunie 1976 în raionul Naro-Fominski din regiunea Moscova, în familia general-colonelului Aleksandr Aleksandrovici Galkin (1935-2002) și a fizicienei și matematicienei Natalia Galkin (născută Praghin; 1941-2004). Tatăl Aleksandr era de etnie rusă. Din 1987 până în 1997 acesta a condus Direcția blindată principală a Ministerului Apărării din URSS și Federația Rusă. A fost și deputat în cea de-a II-a legislatură a Dumei de Stat a Federației Ruse. Mama Natalia, de origine evreiască, a studiat științele fizice și matematice și a fost cercetător principal la Institutul internațional de seismologie și geofizică matematică al Academiei Ruse de Stiințe.
Maksim are un frate mai mare Dmitri (n. 1964), fost militar, în prezent om de afaceri, producător și unul din fondatorii centrului de producție Centum din Moscova.

### Copilărie și studii
Mama lui Maksim a fost prietenă cu mama vedetei de muzică pop Alla Pugaciova, cele două familii locuind în același cartier.
În copilărie a locuit o vreme cu familia în Republica Democrată Germană. Pe când avea șapte ani, tatăl său a primit gradul militar de general-maior în Armata Sovietică. Familia locuia în acea vreme la Odesa, unde Maksim a frecventat primele trei clase ale școlii primare și un studio de artă pentru copii. Apoi familia s-a mutat în Bureatia, iar până în clasa a cincea Maksim a studiat la școala nr. 5 din orașul Ulan-Ude. Locuiau în orașul militar Sosnovîi Bor, la 30 km de Ulan-Ude și la 100 km de Lacul Baikal, unde familia Galkin se ducea adesea. Mai târziu familia  Galkin s-a mutat la Moscova.
În 1993 a absolvit Gimnaziul de sud-vest nr. 1543 din Moscova și a fost admis la Universitatea de Stat de Științe Umaniste din Rusia la Facultatea de Lingvistică, pe care a absolvit-o în 1998. După aceea, a fost admis la doctorat cu o teză pe tema „Corelarea sistemelor stilistice ale textelor originale și traduse”, având ca obiect principal de studiu traducerile în limba rusă a tragediei „Faust” de Goethe și analiza stilistică a lor. A renunțat la doctorat în 2009.

## Carieră

### Estradă
Debutul artistic al lui Galkin a avut loc în aprilie 1994, când a interpretat un rol într-un spectacol la Teatrul de studenți al Universității de Stat din Moscova. Ulterior a făcut parte din distribuția piesei „Cabaret 03”. În iunie 1994, la Teatrul de Estradă, a participat la programul „Debuturi, Debuturi, Debuturi” (rus. «Дебюты, дебюты, дебюты» – „Debiutî, Debiutî, Debiutî”) unde, printre altele, îi parodia pe Vladimir Jirinovski și Boris Elțîn. La unul dintre concerte, a fost descoperit de directorul de teatre Boris Brunov, care l-a invitat la Teatrul de Stat de Estradă din Moscova. A jucat acolo o perioadă, apoi l-a însoțit în turnee pe umoristul Mihail Zadornov timp de un an și jumătate; acesta din urmă vedea în persoana lui Maksim un „succesor” al său.
În iulie 2001 a avut loc primul concert solo al lui Galkin la festivalul „Slaveanskii Bazar” din Vitebsk. În octombrie 2001, Maksim s-a lansat în muzică, prima sa experiență vocală fiind melodia „Bud' ili ne bud'” (din rus. «Будь или не будь» – „Fii sau nu fi”), interpretată în duet cu Alla Pugaciova. Ulterior, Galkin a participat alături de cântăreață în programele de revelion de la principalul canal de televiziune rusesc Pervîi Kanal.

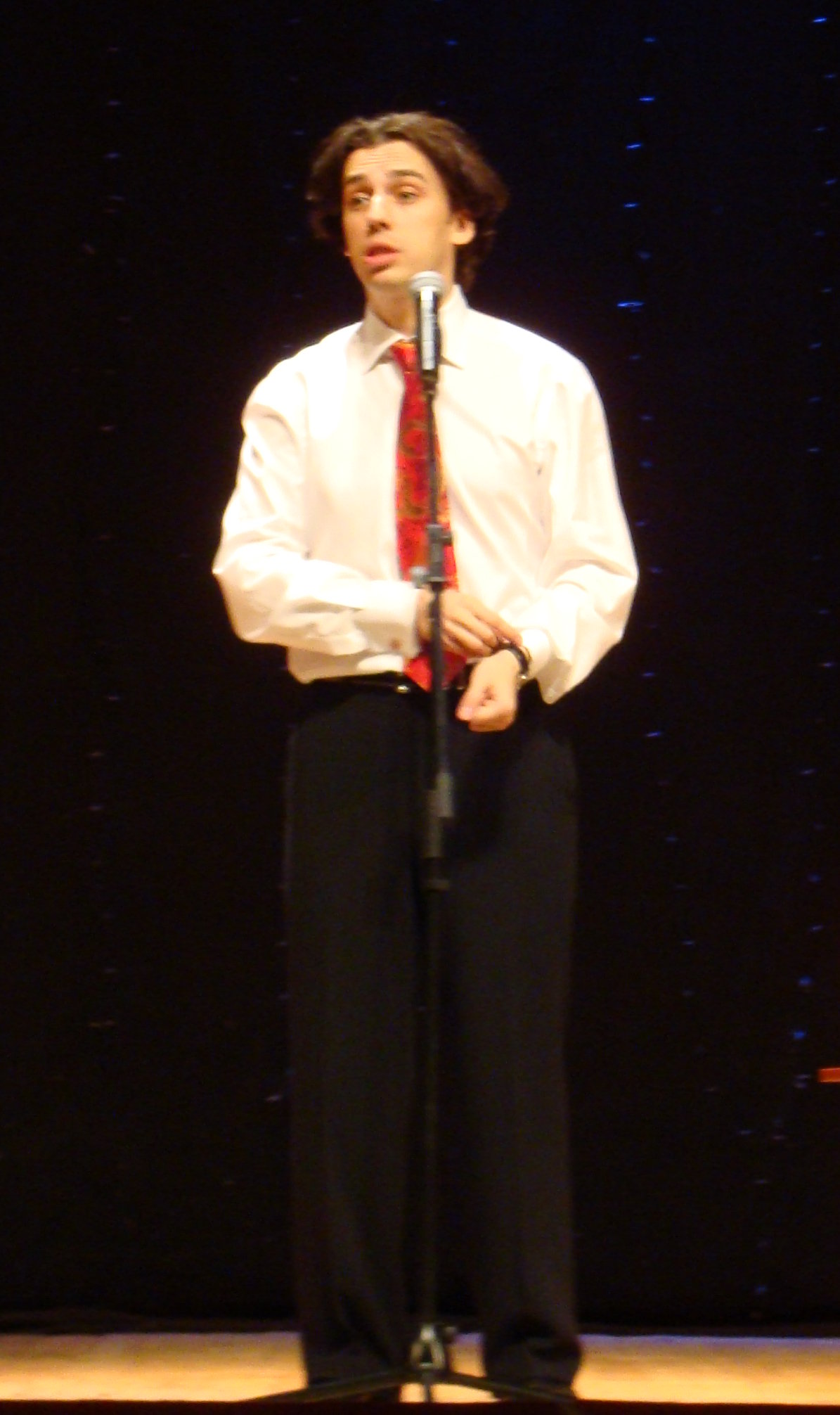
Maxim Galkin în timpul unui concert la Reutov

La 7 octombrie și 27 decembrie 2001 au avut loc concerte solo la Teatrul de Estradă, iar în anul următor un alt concert solo, intitulat „Zâmbiți, domnilor!” (rus. «Улыбайтесь, господа!» – „Ulîbaites', gospoda!”), s-a petrecut în sala de concerte „Rosiia”. În 2002 a dat două concerte aniversare intitulate „Uite că am împlinit 26!” (rus. «А мне — 26!» – „A mne – 26!”) în Palatul de Stat din Kremlin. Una din înregistrări a fost difuzată la 31 decembrie 2002 pe Pervîi Kanal.
A urmat, în 2003, concertul solo „Neultimul erou” (rus. «Непоследний герой» – „Neposlednii gheroi”; titlul este o parodie a variantei ruse a show-ului televizat „Survivor”, cunoscut în Rusia ca „Ultimul erou” / «Последний герой» – „Poslednii gheroi”). Și acest concert a fost difuzat pe undele canalului principal în ajunul revelionului din acel an, urmând să fie pus pe post de mai multe ori în următorii ani.
În 2004 a avut un concert solo intitulat „Crăciunul cu Maksim Galkin” (rus. «Рождество с Максимом Галкиным» – „Rojdestvo s Maksimom Galkinîm”). Între 2005 și 2007 a lansat, anual, trei ediții ale „Benefis de revelion cu Maksim Galkin” (rus. «Новогодний бенефис с Максимом Галкиным» – „Novogodnii benefis s Maksimom Galkinîm”). În 2006 a produs mai multe show-uri aniversare: un program de de 1 aprilie, 2 serate de vară și Revelionul.
În anul următor organizează încă un concert solo, intitulat „Suntem iar împreună” (rus. «Мы снова вместе» – „Mî snova vmeste”). Premiera versiunii televizate a avut loc în 2008 în Ucraina (pe canalul Inter) și în 2009 în Rusia (pe canalul Rossia). În Rusia concertul a fost difuzat într-o versiune mai scurtă, fiind tăiat un număr cu tentă politică, în legătură cu alegerile prezidențiale din Rusia. Abia în 2012 urmează un alt concert solo, difuzat pe canalul Rossia-1 de 8 martie.
Cel mai recent concert solo a avut loc în noiembrie 2016, intitulat „25 de ani pe scenă” (rus. «25 лет на сцене» – „25 let na sțene”). A fost difuzat pe „Pervîi Kanal” la 20 ianuarie 2017.

### Televiziune
În decembrie 2000, la ORT, actualmente Pervîi Kanal, a fost difuzat un documentar cu ocazia aniversării de 55 de ani a lui Ghennadi Hazanov, în care Galkin a participat ca prezentator; aceasta a fost prima experiență televizată a sa.
La 19 februarie 2001, Galkin a devenit gazda jocului televizat „Cine vrea să fie milionar?” pe canalul ORT. Emisiunea este adaptarea rusească a concursului televizat britanic „Who Wants to Be a Millionaire?” și a rulat inițial cu titlul „Ah, ce norocos!” («О, счастливчик!» – „O, sceaslivcik!”), fiind prezentat de Dmitri Dibrov la canalul NTV. Galkin a condus această emisiune până la 13 septembrie 2008.
La 24 decembrie 2002 a condus ediția de revelion a jocului televizat „Ruleta rusească”, iar șase zile mai târziu a participat la emisiunea aniversară „Câmpul minunilor”. Din octombrie 2004 până în decembrie 2007 a fost gazdă permanentă a festivalului de muzică „Novîe pesni o glavnom” (din rus. «Новые песни о главном» – „Cântece noi despre lucruri esențiale”). A avut-o ca co-prezentatoare pe Valeria până în 2006, apoi pe Ingeborga Dapkūnaitė.
În 2007-2008, a fost coprezentator, împreună cu Alla Pugaciova, al sezonului al doilea al proiectului televizat „Două stele” (rus. «Две звезды» – „Două stele”). De asemenea, a fost autor și prezentator al programelor de Revelion de la Pervîi Kanal.
În septembrie 2008, s-a transferat de la Pervîi Kanal la Rossia (ulterior Rossia-1). Aici a condus în 2008 emisiunea „Gheața vedetelor” (rus. «Звёздный лёд» – „Zviozdnîi liod”) și în 2009-2015 emisiunea „Dansuri cu vedetele” (rus. «Танцы со звёздами» – „Tanțî so zviozdami”).
Galkin este autorul și prezentatorul show-ului de revelion „Parada vedetelor de Anul Nou” (rus. «Новогодний парад звёзд» – „Novogodnii parad zviozd”) de pe canalul Rossia. În 2008, l-a avut ca co-prezentator pe Nikolai Baskov, în 2009 pe Alla Pugaciova, în 2010 a prezentat de unul singur, în 2011 și 2014 a prezentat împreună cu Volodîmîr Zelenski, iar în 2012 și 2013 cu Filip Kirkorov. La același canal, din ianuarie până în august 2010 a participat la emisiunea „Cine vrea să devină Maksim Galkin?” (rus. «Кто хочет стать Максимом Галкиным?» – „Kto hocet stat Maksimom Galkinîm?”), urmând să conducă până în iunie 2014 programul „Zece milioane” (rus. «Десять миллионов» – „Deseat millionov”). În 2010 și 2011 a găzduit „Stileagi-show” (în rus. «Стиляги-шоу»), iar în 2011 „Bună seara cu Maksim” (rus. «Добрый вечер с Максимом» – „Dobrîi vecer s Maksimom”).
În 2011 a fost coprezentatorul Allei Pugaciova în cadrul emisiunii „Poșta matinală” (rus. «Утренняя почта» – „Utrenneaia pocita”) de pe canalul de televiziune ucrainean Inter. În perioada 6 mai – iulie 2012, el a fost, împreună cu Volodîmîr Zelenski, membru al juriului versiunii rusești a concursului televizat „Rassmeși komika” (din rus. «Рассмеши комика» – „Fă un umorist să râdă”). La 2 martie 2014 a devenit membru al juriului show-ului de parodie „Odin v odin!” (din rus. «Один в один!» – „Ca două picături!”).
Galkin a fost prezentator al edițiilor 2012-2018 a Premiilor Muz-TV.
A revenit la Pervîi Kanal în septembrie 2015. În perioada 20 septembrie 2015 – 1 ianuarie 2016 a fost unul din participanții show-ului de parodie „Toci-v-toci” (din rus. «Точь-в-точь» – „Leit”), parodiindu-i pe Charles Aznavour, Stas Mihailov, Anna German, Till Lindemann, Mithun Chakraborti, Maria Callas, Boris Grebenșcikov, Aleksandr Vertinski, Garou, Daniel Lavoie și Patrick Fiori, Nikolai Voronov, Alla Pugaciova și Fiodor Șaleapin. El a câștigat acel sezon în colaborare cu Evgheni Deatlov, obținând punctajul maxim și premiul simpatiei spectatorilor.
În perioada 21 mai 2016 – 2 ianuarie 2017 a fost gazda show-ului umoristic „MaksimMaksim” (în rus. «МаксимМаксим»). Începând cu 6 noiembrie 2016, el mai găzduiește și show-ul de talente pentru copii „Cel mai bun” (rus. «Лучше всех» – „Lucișe vseh”).
La ediția din 18 februarie 2017 a emisiunii „Cine vrea să devină milionar?” a reapărut în fotoliul de prezentator, schimbându-se cu prezentatorul actual Dmitri Dibrov la fiecare a doua întrebare. Începând cu 2 septembrie 2017 a prezentat „În această seară” (rus. «Сегодня вечером» – „Segodnea vecerom”) în locul lui Andrei Malahov. În perioada 29 octombrie 2017 – 22 iulie 2018 a condus show-ul de talente pentru oamenii în vârstă „Cel mai în vârstă!” (rus. «Старше всех!» – „Starșe vseh!”), show inspirat de „Cel mai bun” / „Lucișe vseh!”. Între 4 februarie și 19 august 2018 a condus reality show-ul „Vedete sub hipnoză” (rus. «Звёзды под гипнозом» – „Zviozdî pod ghipnozom”).

### Actorie
Maksim Galkin a interpretat roluri minore în câteva filme și seriale, în mod notabil în jurnalul televizat pentru copii Eralaș în 2001 și 2004. A făcut parte din distribuția dublajului desenului animat Luis & The Aliens (2018).

### Internet
De la sfârșitul anului 2019, Galkin conduce show-ul online de muzică „Musicality” (rus. «Музыкалити») pe canalul de YouTube „Gazgolder”.

## Viață personală
Galkin este căsătorit cu cântăreața sovietică și rusă de muzică pop Alla Borisovna Pugaciova, Artist al Poporului din URSS. Maksim este cu aproape 27 de ani mai tânăr decât Alla. Mariajul lor a fost înregistrat oficial la 23 decembrie 2011. Cei doi locuiesc împreună din 2005, Pugaciova recunoscând că au început să se vadă încă în 2001. Către cea de-a zecea aniversare a relației lor, canalul NTV a pregătit filmele documentare „Alla+Maksim. Mărturisirea dragostei” (rus. Алла+Максим. Исповедь любви» – „Alla+Maksim. Ispoved liubvi”) și „Alla și Maxim. Totul merge mai departe!” (rus. «Алла и Максим. Всё продолжается!» – „Alla i Maksim. Vsio prodoljaetsea!”). Cuplul și-a jucat nunta la 24 decembrie 2011 și s-a cununat în noiembrie 2017 într-o biserică din apropierea Moscovei.
Cuplul are doi copii gemeni – fiica Elizaveta și fiul Garri –, născuți la 18 septembrie 2013 de o mamă purtătoare.
Copiii săi au fost implicați într-un scandal în legătură cu rezultatele votului final din cel de-al șaselea sezon al proiectului televizat „Vocea copiilor”. Drept consecință, Maksim a declarat că copiii săi nu vor mai participa niciodată la niciun concurs.

## Convingeri
Maksim Galkin s-a declarat împotriva adoptării în Rusia a unor legi care interzic așa-numita „propagandă a homosexualității”, comparându-le cu o „vânătoare de vrăjitoare” organizată în scopuri politice și de distragere a societății de la probleme mai grave. Cu toate acestea, el nu consideră oportună legalizarea căsătoriilor între persoanele de același sex și a adopțiilor din partea cuplurilor gay, din cauza posibilei reacții negative a societății.
Galkin a numit „monstruoasă” și „cinică” legea care interzice cetățenilor americani să adopte copii orfani ruși, adăugând că în Rusia încă din perioada sovietică autoritățile s-au obișnuit să nu-și admită greșelile, apreciind asta ca o manifestare a slăbiciunii.
În 2012-2014, Maksim Galkin a fost editorialist în redacția ziarului Komsomolskaia pravda, publicând în jur de 35 de articole. În unul dintre acestea, evaluând personalitatea și activitatea lui Iosif Stalin, artistul a scris că „a fost un dictator sângeros, care își extermina sistematic și în masă poporul său multinațional, atrocitățile căruia nu pot fi compensate de niciun merit real”.
În 2012, Galkin critica politicienii din opoziție Serghei Udalțov și Aleksei Navalnîi, urmând ca în septembrie 2017, într-un interviu oferit canalului Meduza, să aprecieze pozitiv lupta acestora împotriva corupției. Cu toate acestea, în același interviu, el s-a arătat sceptic de decizia lui Navalnîi de a se asocia cu Ksenia Sobceak.

## Critici
Unii critici de televiziune apreciază negativ creația lui Galkin. În 2007, jurnalistul ziarului Trud Serghei Bednov l-a descris ca fiind un showman narcisist, care exploatează mereu unele și aceleași roluri:
„Seamănă oare acest Galkin narcisist, care exploatează la infinit unele și aceleași – că deja ne-au plictisit – roluri și tertipuri, acelui tânăr sclipitor și absolut sincer de la confluența secolelor? Mi se pare straniu să-l văd printre spectatori pe Pierre Richard hohotind la văzul celei de-a mia oară când Galkin o parodiază pe Hakamada sau pe Novodvorskaia.”
Jurnalistul Vladimir Kara-Murza tatăl are o opinie asemănătoare, acesta criticând-l pe umorist pentru caracterul timid și lipsit de coloană vertebrală a numerelor sale:
„Ca actor de parodie, Galkin nu crește, iar ca umorist nu ține pasul cu timpul – nu poate fi comparat cu Jvanețki. Deși tipul e foarte talentat. Se vede clar că are în el niște frâne imaginare, limite: nu poate să glumească despre ceea ce vrea, nu vrea despre ceea ce poate. Deși în ultima situație ar trebui să vrea.”

## Premii și recunoaștere
- 2004: Medalia „Pentru credință și bunătate” (Kemerovo)[60]
- 2006: Ordinul Prieteniei, „pentru contribuția sa la dezvoltarea industriei radio și televizate și o activitate îndelungată și fructuoasă”[61]
- 2013: Ordinul de Onoare (Kemerovo), „pentru activitatea artistică îndelungată și contribuția personală la dezvoltarea artei de estradă”[62]
- 2017 - Premiul TEFI, categoria „Prezentator al unui program de divertisment, „pentru show-ul de talente pentru copii «Cel mai bun!»”